# Daïra de Bordj Zemoura
La daïra de Bordj Zemoura est une daïra d'Algérie située dans la wilaya de Bordj Bou Arreridj et dont le chef-lieu est la ville éponyme de Bordj Zemoura.

## Localisation
La daïra de Bordj Zemoura est située au Nord de la wilaya de Bordj Bou Arreridj.

## Communes de la daïra
La daïra de Bordj Zemoura comprend trois communes : Bordj Zemoura, Ouled Dahmane et Tassameurt.